# 北島玲
北島 玲（きたじま れい、1982年12月18日 - ）は、日本のAV女優。
東京都出身。身長:165cm。スリーサイズ:B96（G）・W60・H89。血液型:O型
趣味・特技:映画鑑賞、水泳

## 略歴
初体験が中学3年の夏、次の日から援交の日々。16歳の時にちゃんとした彼氏ができてセックスに感情が入るようになる。
2006年10月に『新人×ギリギリモザイク』でAVデビュー。現役風俗嬢で活動している傍らでアダルトビデオにも出演している。
ビデオメーカー・乱丸の作品には「玲丸（れいまる）」として出演している。
2012年、FLASHでのAV女優へのアンケートで、プライベートでの男性経験を3,500人と答えている。
2012年頃から1年半ほど休養していたが、2014年に復帰した。
2015年にリリースされた『変態べろ女 肉食シャブり殺し』で全編アドリブでの撮影を成立した。

## 出演作品

### アダルトビデオ
2006年
- 新人×ギリギリモザイク 新人ギリギリモザイク（10月19日、エスワン）
- ギリギリモザイク バコバコ乱交特別編vs30人（11月7日、エスワン）
- ギリギリモザイク W痴女バコバコ乱交（11月19日、エスワン）
- アナルFUCK（12月13日、MOODYZ）

2007年
- 爆乳ゴックンFUCK（1月13日、MOODYZ）
- S1二周年記念! 完全撮り下ろしスペシャルまとめてドーンッ!!（2月7日、エスワン）
- 大乱交真性中出し（2月13日、MOODYZ）
- 強精中出しエロ玩具 9（3月13日、MOODYZ）
- 真性中出しSPECIAL（4月13日、MOODYZ）
- 女特別捜査官 陵辱マシンバイブ（10月4日、ヒビノ）
- 陵辱喪服未亡人 借金地獄肉奴隷（11月8日、ヒビノ）
- 堕ちた新任女教師（12月20日、ヒビノ）

2008年
- 爆乳中出しFUCK（1月12日、隼エージェンシー）
- 薬漬けマンコ 全身クリトリス・淫乱パーティ（1月19日、ドグマ）
- こだわりの手コキ 4時間SP 7（2月9日、隼エージェンシー）
- 体育教師 中出し20連発（3月20日、アイエナジー）
- 続 戦争悲話 緊縛美麗妻 夫の前で犯されて（3月20日、ヒビノ）
- 私、目覚めてしまったんです。底無しの性欲に…（4月3日、タカラ映像）
- フェラコレ2008春SP（4月12日、隼エージェンシー）
- GAL女教師☆集団乱交（4月19日、kira☆kira）
- 美淑女、黒人と犯ル（5月1日、ANIMALIJO）
- 社長秘書はインテリ痴女（5月1日、ワンズファクトリー）
- ヴァーチャル相互オナニー いっしょにイってね（5月1日、ワンズファクトリー）
- 秘密捜査官アクションレイプ 確固たる誓い（5月7日、アタッカーズ）
- boin!boin!240 37人のボイン（5月19日、BRAVO）
- 狂乱アクメ 執行番号:29（5月23日、プレステージ）
- 美熟女の乱交晩餐会（6月1日、ANIMALIJO）
- ブルジョワ下品な奥様は、マゾな娘が可愛くて、雇われサディスト御奉仕メイドと変態フェロモン分泌生活（6月19日、アンナと花子）
- きもち良すぎて白目をむくの。（6月19日、乱丸） ※「玲丸」名義
- もしも僕が○○になったら… わんこ編（7月17日、V&Rプロダクツ）
- 手コキでベロちゅ〜 3（7月19日、イエロー）
- Hカップのお高い女を媚薬漬けアクメ中毒ヤリマン改造（7月19日、クロス）
- 濃厚フェロモン分泌ボディー淫乱アブノーマル美熟女合体レズビアン（7月19日、アンナと花子）
- kira☆kira女教師GALS 4時間SPECIAL（7月19日、kira☆kira）
- きもち良すぎて泡まで吹いちゃう!（7月19日、乱丸） ※「玲丸」名義
- セレブ妻拘束調教 3（8月1日、ワンズファクトリー）
- 張り型チンポ自慰 01（8月1日、ワンズファクトリー）
- 夫の目の前で犯されて- 後妻の悲劇（8月7日、アタッカーズ）
- Gカップ専門 家庭教師派遣センター（8月7日、V&Rプロダクツ）
- 究極の妄想発明シリーズ第7弾 飛び出すエロ本（8月7日、ROCKET）
- 巨乳人妻町内会（8月19日、イエロー）
- 官能小説朗読オナニ〜 3（8月19日、イエロー）
- 温泉GALS☆潮吹き大乱交（8月19日、kira☆kira）
- 義理の喪服三姉妹、心のスキマはアソコで埋めて…。（8月19日、アンナと花子）
- 昼下がりの人妻いぢめ町内会（8月19日、クロス）
- きもち良すぎて気絶しちゃうの。（8月19日、乱丸） ※「玲丸」名義
- 有名女優オフショット突撃隊!!（8月21日、アイエナジー）
- コムスメには絶対出来ないAV業界4大艶女の淫猥SEX （9月4日、WOMAN）
- 誘惑、女教師。 （9月5日、ドリームチケット）
- 中にドクドク出して欲しいの。 （9月19日、乱丸） ※「玲丸」名義
- 豊潤麗し競泳水着 (9月25日、マドンナ）
- 中卒熟女と東●生・家庭教師 （10月5日、ワープエンタテインメント）
- It´s show time （10月9日、WOMAN）
- 中出し 人妻不倫旅行 12 （10月10日 ビッグモーカル）
- キモ男に犯される変態美人秘書 （10月13日、マルクス兄弟）
- 女医in… [脅迫スイートルーム] Doctor Rei（28） （10月15日 ドリームチケット）
- 紅音ほたる引退作品 ファイナル潮吹き顔射浣腸ぶっかけスペシャル （10月19日 クロス）
- 濡れ透け婦人の甘い疼き 〜ド淫乱女医・玲〜 （10月25日、マドンナ）
- 淫乱団地妻 理事長の不倫盗撮 （10月25日、ながえスタイル）
- 狙われた女たち ダマされてレイプ （10月25日、ながえスタイル）
- 背徳の美熟女 （11月16日、マキシング）
- ちんぐり返しアナル舐め手コキ （11月19日、イエロー）
- 近親相姦 Vol.9 友達の母は巨乳家政婦、ママはドスケベ塾講師「母親スワップした僕」 （11月20日、グローリークエスト）
- 人間発電所 （11月21日、h.m.p）
- 制服パイパン美少女学園 （11月22日、イエロー） ※AVグランプリ2009 エントリー作品
- Lの新世界 3 （11月24日、グラフィティジャパン）
- 北島玲10発中出し生本番祭り （11月25日、マドンナ）
- 時間よ止まれ! パート11 〜いつでもどこでもハレンチ天国〜 （12月4日、V&Rプロダクツ）
- 義母相姦 W義母 第2章 （12月12日、ビッグモーカル）
- 男を狂わすいい女 淫獣 Vol.3 （12月13日、FAプロ）
- 美脚×ローライズ短パン×露出デート (12月13日、マルクス兄弟）
- ベロベロ接吻と見られながらの自慰 （12月13日、マルクス兄弟）
- 脱ぎたてホクホクパンティー手コキ&フェラ 2 （12月19日、イエロー）
- 息子の嫁の乳 (12月20日、スターパラダイス）
- グラビアクイーンの芸能性生活 （12月25日、ながえスタイル）

2009年
- 犯された若妻 調教レズレイプ vol.10 (1月9日、U&K）
- 妖艶 熟女の快楽淫語責め （1月13日、AVS）
- 美尻フェチ デッカイお尻でシゴかれたい! （1月13日、マルクス兄弟）
- 絶対にハサまれたい巨乳が、そこにはある （1月15日、ワープエンタテインメント）
- 鬼イカセ 北島玲 変態女をイカセまくって成仏させました!合掌!! （1月16日、レアル・ワークス）
- 大量おちんぽ喰い尽くし集団M男専用ダブルど淫乱ボディー痴女 （1月19日、クロス）
- 団地妻 淫らに咲き続ける妻たち （2月13日 ビッグモーカル）
- オナニーを見ながら興奮する変態熟女 （2月13日、マルクス兄弟）
- 若妻の肌ざわり （2月15日、光夜蝶）
- 巨乳人妻ソープランド （2月19日、イエロー）
- 北島玲のレズビアンアナルM女コレクション （2月19日、クロス）
- 農家に嫁いだ元モデル （3月19日、タカラ映像）
- 美顔 (4月1日、溜池ゴロー）
- 淫語娘 X ［キ○タマを愛する女］ （4月13日、アロマ企画）
- スクール水着ローションパイズリ （4月19日、イエロー）
- 鬼イカセ×口淫イラマチオ （5月1日、ワンズファクトリー）
- 女教師 玲 （5月1日、溜池ゴロー）
- 万引き親子輪姦レイプ （5月19日、クロス）
- 黒ストッキング足コキ （5月19日、イエロー）
- 禁断介護 （5月21日、グローリークエスト）
- ネチョレズ! VOL.3 （5月22日、U&K）
- W淫乱女スパイ 陵辱対決 （6月4日、ヒビノ）
- 大淫乱 イグイグイグイグ大乱交 （6月19日、乱丸） ※「玲丸」名義
- 変態人妻が聖水をぶっかける夜 （7月1日、AVS）
- マン汁臭 美尻肉圧迫顔騎 （7月5日、フリーダム）
- 超暴行 女捜査官と悪の女幹部 （7月5日、フリーダム）
- 美脚エステティシャン達による フットエステサロン （7月5日、フリーダム）
- 綺麗なママとの妄想幼児プレイ （7月13日、マルクス兄弟）
- 第3回 健康成年男子6000人にアンケートをとりました! アナタが選ぶスケベ〜な妄想ベスト10!! （7月19日、Rookie）
- 大量の一発顔射 2 ザーメンメリーゴーランド （7月23日、アキノリ）
- お元気クリニック Vol.4 （8月1日、AVS）
- 痴女サミット 3 （8月6日、アキノリ）
- 「知らない女だけが損をする! 世界最大級のメガチ○ポで逆レイプ/イラマチオ/生中出しをヤる」 ナチュラルハイVer. (9月19日、ナチュラルハイ）
- 淫語中出しソープ 8 （10月1日、AVS）
- 完全主観 やりすぎ学園生活 （10月8日、アキノリ）
- 美人ニューハーフ女子校生とヤリマン女教師 （11月19日、クロス）
- 超ビンカンな乳首を責めまくって2回連続で発射させる女たち (12月1日、V（ヴィ））
- 流出！社長愛人を脅迫したらバカ女がもっとイジメてと哀願してきたビデオ （12月5日、ラハイナ東海）
- 熟女レズ 淫熟ふたり女刑務所 （12月10日、グローバルメディアエンタテインメント）
- 母子姦通物語 愛と憎しみの禁断生スワップ （12月15日、スターパラダイス）
- もっと大淫乱 イグイグイグイグイグ大乱交 （12月19日、乱丸） ※「玲丸」名義

2010年
- 街行くカワイイ制服○学生限定! 過激でHなレズナンパ (2月1日、V（ヴィ））
- すけべな息子に義母（ママ）はメロメロ 18 （2月12日、東京音光）
- ナイトサファリ 夜尻擦りヌキ （2月26日、映天）
- エナメルグローブ フル勃起手コキ （2月26日、映天）
- 人妻指ずぼオナニー 初恋相手をおかずに思い出オナニーする人妻はこんなにえげつない! （3月12日、映天）
- 残酷三姉妹 （4月22日、SODクリエイト）
- レズの鬼 4（12月24日、LADIES♀ROOM）

2011年
- 官能淫欲劇場 老義父の異常性欲（10月20日、STAR PARADISE）

2012年
- 非日常的悶絶遊戯 お得意様に水泳を教わる保険外交員、玲の場合（11月13日、AVS collector’s）
- 「熟女の口はもっと嘘をつく。」 熟雌女anthology ＃087（11月23日、アウダースジャパン）
- 親族相姦 きれいな叔母さん（12月1日、VENUS）
- 童貞の僕を筆おろししたがる義母（12月14日、ケイ・エム・プロデュース/マダムス）
- イグイグ大乱交 淫乱美熟女大乱交（12月19日、乱丸）
- 淫語中出しソープ 32（12月25日、AVS collector’s）

2013年
- 近親相姦 ノーパン義母（1月19日、VENUS）
- 日常的猥褻セクハラ劇場 第四章（3月13日、AVS collector’s）
- 大人の色気あふれる有名AV女優が、ファンの熱い手紙に感動して、突然のお宅訪問! ビックリする男に、生ハメ! 中出し! トコトン極上サービスしちゃいました!!（3月22日、ケイ・エム・プロデュース/SCOOP）
- 団地妻生中出し 18（4月12日、TMA）
- 変態どスケベ熟女ビアン（5月1日、U&K）
- 男根一本に群がる集団痴女家庭教師（5月25日、美）
- 美人女教師拷問・縄口鞭叫姦 巨乳美熟女鬼畜肉体加虐集団輪姦生中出し陵辱（6月25日、セレブの友）
- 強制レズ 禁断の欲望に溺れる女たち（8月13日、U&K）
- 北島玲の世界（9月13日、AVS collector’s）※単体ベスト
- セレブな人妻の不倫現場 旦那は知らない秘密のSEXパートナー禁断生中出し性交（9月25日、セレブの友）
- いいなり義母（11月22日、なでしこ）

2014年
- 禁断拘束レズ VOL.8（10月17日、アウダースジャパン）
- 禁断情交 義父に弄ばれた嫁全集（10月20日、STAR PARADISE）
- お色気P●A会長と悪ガキ生徒会（11月6日、グローリークエスト）
- DOKIレズ 72（11月7日、アウダースジャパン）
- 四十路マダム 43（11月7日、クリスタル映像）
- オッパイの大きい僕の叔母さん（11月7日、カマタ映像）
- 友人の妻はドスケベ家庭教師（11月7日、VENUS）
- オーダーメイド寝取られ 自分の理想のシュチュエーションで寝取ってもらえる!?（11月25日、グローバルメディアエンタテインメント）
- 北島玲の鬼コキ!! エロコスとド淫語でドピュドピュ発射させられちゃった僕（12月7日、VENUS）
- 「ナマで入っちゃった!」 オイル素股でチ○ポをマ○コに擦りつけてたら、気持ち良すぎて生挿入! 中出しセックスまでヤッちゃった風俗嬢たち 8（12月18日、グローリークエスト）
- 母親たちの息子交換（12月26日、小林興業）

2015年
- FOCUS（1月25日、デジタルアーク）
- 変態べろ女 肉食シャブり殺し（2月6日、ワープエンタテインメント）
- 手コキ女王様 最高のテクニシャン女王様登場!（2月27日、ケイ・エム・プロデュース/REAL）
- 総務課のオンナ 美乳キャリアOLの逆セクハラ（3月25日、Mellow Moon）
- 禁断拘束レズ VOL.10（4月4日、アウダースジャパン）
- 露出調教聖水レズビアン（4月7日、山と空）
- 色っぽくて気の強い兄嫁をその気にさせる! 唾液まみれ濃厚接吻SEX（4月9日、ヒビノ）
- 性命保険トップレディー! 「最強の武器は中出しマ●コです」（4月10日、なでしこ）
- 巨乳OLのオフィスで逆セクハラ（4月25日、Mellow Moon）
- DOKIレズ 74（5月2日、アウダースジャパン）
- 巨乳熟女中出し悶絶遊戯（5月8日、なでしこ）
- 裸エプロン チラリズム（5月13日、アロマ企画）
- 大胆パンチラで挑発され、ま○こ見せつけられながらパンツで手コかれちゃった僕。3（5月25日、アロマ企画）
- うちの熟女社長はゴックンさえできればどんなチ●ポでもフェラチオする（6月5日、ワープエンタテインメント）
- 熟女全身女体図鑑 第二号（6月25日、アロマ企画）
- Best of 北島玲（7月4日、アウダースジャパン）※単体ベスト
- 捕らわれた夏 母と子の運命を変えた数日間 逃亡犯と過ごしたあの夏の日（8月1日、熟女塾/エマニエル）
- 勃ちっぱなしな早漏クンとニヤけっぱなしのビッチ魔女 4じかん。（9月4日、ワープエンタテインメント）
- 三十路×黒人（9月25日、ドリームステージ）
- 熟女優が女王様になった日（10月13日、M男パラダイス）
- 俺女アマゾネス（11月7日、MEGAMI）
- ［エロ過ぎ注意!］ 全身ぬるぬるお色気ボイン美熟女 巨乳巨尻ぐちょぐちょSEX（11月19日、熟女塾/エマニエル）
- 肉欲まぐろ競り市場 2 闇オークションにいいなり肉感女集めました!（12月18日、まぐろ物産）

2016年
- 麗しの巨乳不倫妻（1月25日、ながえスタイル）
- はだかの奥様（2月19日、KSB企画/エマニエル）
- 調教レズレイプ～女社長に狙われた人妻OL～（3月1日、U&K）
- 兄嫁の誘惑（4月1日、プラネットプラス）
- すけべ爺の女喰らい熟練交尾 第壱章（5月19日、不老仙人/エマニエル）
- あの時のおばさん（6月23日、タカラ映像）
- アナルフィスト＆フットファック ～男のアナルに入れたがる女～（7月25日、M男パラダイス）
- 男と女の恨み、欲望 あなたの悩みを解決します。セックス代行屋（7月25日、ながえスタイル）
- 新居の内見中に不動産屋の男を誘惑し旦那の目を盗んでSEXしてしまう淫乱過ぎる欲求不満妻!! 2（9月2日、プレステージ）
- 美魔女伝説（11月7日、オーキッド）
- 揉まれる吸われる! 妻のおっぱい（12月13日、ながえスタイル）

2017年
- ちょっと意地悪な寸止め焦らしサテンサロン（1月5日、フリーダム）
- ボロ貸間四畳半 レズ変態淫語狂い ～熟牝狂乱!! ど淫乱なめくじ夫人～（2月1日、U&K）
- ヨガ教室のスケベ男に金蹴り制裁（3月5日、フリーダム）
- マダムヒロイン羞恥連続アクメ ～オーロラエレガント～（3月10日、GIGA）
- 女子校生の為の護身術（4月5日、フリーダム）
- 女社長のバター犬にされた男（5月5日、フリーダム）
- 聖水シャワー男犯! 10人の美痴女（5月7日、MEGAMI）
- ナースも女医も熟女だらけの病院で治療と称して下半身をもてあそばれる患者達（6月5日、フリーダム）
- ディルドと足裏 3（6月5日、フリーダム）
- 完全主観 罵倒地獄 Vol.6 ～夢も希望も無いオマエらに告ぐ～（6月5日、フリーダム）
- 魔女狩り拷問牢 夫の目の前で奪われた初夜（6月7日、シネマジック）
- 女教師金蹴り地獄（7月5日、フリーダム）
- ヘンリー塚本原作 おふくろ 母の性欲（7月13日、FAプロ）
- 自分で自分の足の裏を撮影した女の子。 2（8月5日、フリーダム）
- 若奥様巨乳ゴルフレッスン（9月30日、HMJM）
- ほぼ主観でアナタのチ○ポを意地悪にシコシコ ディルド足裏足コキ 罵倒風味（11月5日、フリーダム）
- 特急電車のボックスシートで美熟女ハーレム（12月21日、ROCKET）

2018年
- 巨乳母のボディーがたまらない!! 我慢できない息子達。（3月23日、カマタ映像）

2019年
- 人妻の湿ったパンティーストッキング（3月7日、Mellow Moon）
- まるまる! 北島玲（5月31日、なでしこ）※単体ベスト
- 【愛欲淫鎖】倒錯の義姉妹（6月14日、ナタリー文庫）

## 電子書籍
- 爆乳姫! 『2000人斬り』 Hカップ! 北島玲デジタル写真集 01 （2007年6月28日、pad inc.,） - 撮影:細井智燿
- 爆乳姫! 『ECSTASY』 Hカップ! 北島玲デジタル写真集 01 （2007年7月19日、pad inc.,） - 撮影:細井智燿
- ギリエロ EX 『エロ痴女』 Hカップ! 北島玲デジタル写真集 01 （2008年7月17日、pad inc.,） - 撮影:太田清隆
- 『オールヌード』 Hカップ! 北島玲デジタル写真集 02 （2008年8月14日、pad inc.,） - 撮影:太田清隆
- 『Ecstaｓy in island』 Hカップ! 北島玲デジタル写真集 03 （2008年9月4日、pad inc.,） - 撮影:太田清隆
- 『淫乱熟女のスク水＆ブルマー痴態』 Hカップ! 北島玲デジタル写真集 04 （2008年11月6日、pad inc.,） - 撮影:太田清隆
- 『セックスマスター』 Hカップ! 北島玲デジタル写真集 05 （2008年11月27日、pad inc.,） - 撮影:太田清隆
- Zeppin専科 Vol．43 「北島玲 〜ド淫乱痴女の掃除機オナ〜」 （2009年1月22日、Dolce Vita）
- 『若妻のHな日常』 〜まる出しエロス編1/2〜 北島玲デジタル写真集 （2009年1月22日、pad inc.,） - 撮影:サトウテツオ
- 『若妻のHな日常』 〜まる出しエロス編2/2〜 北島玲デジタル写真集 （2009年1月22日、pad inc.,） - 撮影:サトウテツオ
- 『淫乱女教師』 〜I love sex 1/2〜 北島玲デジタル写真集 （2009年2月26日、pad inc.,） - 撮影:サトウテツオ
- 『淫乱女教師』 〜I love sex 2/2〜 北島玲デジタル写真集 （2009年2月26日、pad inc.,） - 撮影:サトウテツオ
- 『淫乱熟女』 〜悶絶シャワールーム編〜 北島玲デジタル写真集 （2009年4月2日、pad inc.,） - 撮影:サトウテツオ
- 『SUPER BEST』 北島玲デジタル写真集 （2009年5月28日、ピンク倶楽部） - 撮影:サトウテツオ